# Shaman's Blues
Shaman's Blues è un brano musicale del gruppo The Doors. È la terza traccia del loro quarto album, The Soft Parade.
La canzone parla di uno sciamano che implora la sua ex-amante di ritornare da lui, dichiarando che conosce il suo umore e la sua mente, ma ciò nonostante non sembra sia capace di persuaderla. Questo brano è piuttosto insolito per l'album, poiché sembra che i Doors riprendano ritmi decisamente più accaniti, soprattutto rispetto a canzoni come Wishful Sinful e Tell All the People.